# Episodi di Dynasty (serie televisiva 2017) (quinta stagione)
La quinta e ultima stagione della serie televisiva Dynasty, composta da 22 episodi, è trasmessa in prima visione assoluta dalla rete televisiva The CW dal 20 dicembre 2021 al 16 settembre 2022.
In Italia, così come nel resto del mondo, l'intera stagione è uscita interamente su Netflix il 24 settembre 2022.
| nº | Titolo originale                         | Titolo italiano                              | Prima TV USA      | Uscita in Italia  |
| -- | ---------------------------------------- | -------------------------------------------- | ----------------- | ----------------- |
| 1  | Let's Start Over Again                   | Ricominciamo                                 | 20 dicembre 2021  | 24 settembre 2022 |
| 2  | That Holiday Spirit                      | Lo spirito del Natale                        | 20 dicembre 2021  | 24 settembre 2022 |
| 3  | How Did the Board Meeting Gone?          | Come è andata quella riunione del consiglio? | 11 marzo 2022     | 24 settembre 2022 |
| 4  | Go Catch Your Horse                      | Prendi il tuo cavallo                        | 18 marzo 2022     | 24 settembre 2022 |
| 5  | A Little Fun Wouldn't Hurt               | Non fa male divertirsi un po'                | 25 marzo 2022     | 24 settembre 2022 |
| 6  | Devoting All of Her Energy to Hate       | Dedicarsi anima e corpo a odiare             | 1º aprile 2022    | 24 settembre 2022 |
| 7  | A Real Actress Could Do It               | Un'attrice vera saprebbe farlo               | 8 aprile 2022     | 24 settembre 2022 |
| 8  | The Only Thing That Counts Is Winning    | Vincere è tutto                              | 15 aprile 2022    | 24 settembre 2022 |
| 9  | A Friendly Kiss Between Friends          | Un bacetto innocente tra amici               | 29 aprile 2022    | 24 settembre 2022 |
| 10 | Mind Your Own Business                   | Fatti gli affari tuoi                        | 6 maggio 2022     | 24 settembre 2022 |
| 11 | I'll Settle For A Prayer                 | Scelgo la preghiera                          | 13 maggio 2022    | 24 settembre 2022 |
| 12 | There’s No Need To Panic                 | Non bisogna farsi prendere dal panico        | 20 maggio 2022    | 24 settembre 2022 |
| 13 | Do You Always Talk To Turtles            | Parli sempre con le tartarughe?              | 27 maggio 2022    | 24 settembre 2022 |
| 14 | Vicious Vendetta                         | Una feroce vendetta                          | 3 giugno 2022     | 24 settembre 2022 |
| 15 | Ben                                      | Ben                                          | 24 giugno 2022    | 24 settembre 2022 |
| 16 | My Family, My Blood                      | La mia famiglia, il mio sangue               | 1º luglio 2022    | 24 settembre 2022 |
| 17 | There's No One Around To Watch You Drown | Annegare da soli                             | 8 luglio 2022     | 24 settembre 2022 |
| 18 | A Writer of Dubious Talent               | Uno scrittore di dubbio talento              | 5 agosto 2022     | 24 settembre 2022 |
| 19 | But A Drug Scandal?                      | Uno scandalo di droga?                       | 12 agosto 2022    | 24 settembre 2022 |
| 20 | First Kidnapping And Now Theft           | Prima rapimento e ora furto                  | 2 settembre 2022  | 24 settembre 2022 |
| 21 | More Power To Her                        | Più potere per lei                           | 9 settembre 2022  | 24 settembre 2022 |
| 22 | Catch 22                                 | Senza via d'uscita                           | 16 settembre 2022 | 24 settembre 2022 |

## Ricominciamo
- Titolo originale: Let's Start Over Again
- Diretto da: Michael Allowitz
- Scritto da: Christopher Fife

### Trama
A causa di un finto tweet, i notiziari danno la notizia della morte di Fallon che invece è viva e vegeta in ospedale, anche se i medici vogliono sottoporla a ulteriori esami per la conta alta dei globuli bianchi. Fallon è preoccupata per l'atteggiamento di Liam, diventato improvvisamente accondiscendente nonostante fino al giorno prima volesse il divorzio. Blake chiede un confronto diretto con Cavendish dopo che questi lo ha accusato di essere fuggito dalla convention mentre sua figlia era vittima di una sparatoria. Per dimostrare che Blake non è affatto insensibile, Cristal finge di strozzarsi al ristorante in modo che debba praticarle la manovra di Heimlich a favore di telecamera. In qualità di avvocato di Alexis, Amanda capisce subito che il colpevole dell'omicidio è Adam, poiché era l'unico ad avere un movente per uccidere Larson. Amanda avverte Adam che, quando avrà raccolto prove sufficienti, andrà alla polizia. Anche Jeff si trova in ospedale, promettendo a Dominique che riprenderà ad assumere i farmaci. Quando però dice alla madre che ha visto Brady nell'attico di Alexis, Dominique non gli dà peso, credendo sia frutto della sua immaginazione. 
Costretta a trattenersi in ospedale perché la conta dei globuli bianchi è ancora alta, Fallon è ansiosa per il destino della Fallon Unlimited, le cui azioni stanno crollando. Avendo bisogno di un vicepresidente capace di gestire la società in sua assenza, Fallon pensa a Kelly Sanders della Blue Star Universal che però declina l'offerta. Con l'aiuto di Sam, Fallon esce dall'ospedale e si reca in carcere a visitare Eva, la quale afferma che il suo obiettivo era uccidere Liam anziché lei. Inoltre, Eva è la fonte dello scoop del tradimento di Fallon che sta impazzando sui media e contribuendo alla crisi della Fallon Unlimited. La priorità di Fallon è apparire alla festa della società per smentire le illazioni che la vogliono morta, avendo incaricato Sam di ingaggiare una finta vicepresidente per tranquillizzare i consiglieri. Siccome i media non hanno dato al suo gesto la lettura auspicata, Blake rilascia un'intervista in cui si mostra resiliente in barba alle difficoltà della vita e dell'ultimo periodo. Jeff riesce a smascherare Brady, facendogli confessare la sua trama con Alexis mentre Dominique ascoltava fuori dalla stanza. Benché sostenga che avrebbe tenuto per sé soltanto i soldi di Alexis, Dominique non crede più a Brady.
Kelly toglie le castagne dal fuoco a Fallon, accettando la proposta di essere sua vicepresidente alla Fallon Unlimited. Pur dovendo ringraziare Liam perché è stato lui ad agevolare l'arrivo di Kelly, Fallon vuole andare a fondo della questione dei rapporti tra loro. Liam afferma di non poter fare la vittima, nonostante sia stato tradito, quando a Fallon hanno sparato. Al termine della litigata, Fallon sviene e torna in ospedale. Kirby si lascia scappare che era Liam il destinatario della pallottola di Eva. Purtroppo le condizioni di Fallon non sono buone, dato che i medici non si erano accorti di danni all'intestino e adesso la ragazza è in coma. Cristal ha un'ulteriore arma di ricatto nei confronti di Beto, cioè la fotografia di lui con la pistola in mano alla convention. Andato in visita alla madre in carcere, Adam le strappa una ciocca di capelli in modo che venga respinta la richiesta di cauzione. Amanda ha ottenuto la chiamata anonima che ha condotto all'arresto di Alexis, dove in sottofondo si sente il parcheggiatore del La Mirage, il che colloca l'ora del delitto ben prima di quanto sostengano gli inquirenti. Dominique non sa di essere seguita da qualcuno interessato a Brady.

## Lo spirito del Natale
- Titolo originale: That Holiday Spirit
- Diretto da: Kenny Leon
- Scritto da: Aubrey Villalobos Karr

### Trama
È Natale, ma a Villa Carrington in pochi hanno voglia di festeggiare con Fallon in coma da due settimane. Liam organizza turni di visita in ospedale, invitando i parenti e gli amici a parlare con Fallon nella convinzione che ciò possa condurre al suo risveglio. Determinato a non far trascorrere a Fallon il Natale in ospedale, Liam si sente responsabile della situazione e si adopera in ogni modo possibile per favorire il suo risveglio. Blake è alterato quando una giornalista gli dice che non è più il prescelto per l'incarico di segretario al Commercio, arrabbiandosi ancora di più quando Cristal confessa di aver tramato affinché non si ritirasse dalle elezioni. Alexis passa ad Amanda una lista di persone che la detestano e potrebbero volerla in carcere, anche se la figlia sa benissimo da quale nome deve partire. Amanda preannuncia ad Adam che presto sarà interrogato dalla polizia, avendola informata delle ultime scoperte. Adam si accorge di non avere un alibi per la sera dell'omicidio e Amanda blocca il suo tentativo di corrompere qualche medico dell'ospedale. Dominique scopre che Brady, non presentatosi alla firma del divorzio, è tenuto sotto sequestro.
Blake ricorda quando portò Fallon al tradizionale taglio dell'albero di Natale, dicendo alla figlia di essere orgoglioso di lei e sperando possa riprendersi per andare incontro al brillante futuro che la attende. Liam invece rimpiange di aver vissuto il primo vero Natale proprio con Fallon, nella speranza di poter condividere anche i Natali a venire. I medici non si spiegano per quale motivo, pur essendo guarita dall'infezione, Fallon non si è ancora svegliata. Blake si scusa con Cristal, comprendendo le ragioni che l'hanno spinta a mantenerlo in corsa. Adam trova il suo alibi in un'anziana paziente appositamente istruita per dichiarare che il dottore era in sua compagnia. Quando Amanda le comunica che tutti i nomi della sua lista hanno un alibi, Alexis inizia a meditare di accettare il patteggiamento. Dominique consegna il denaro del riscatto ai sequestratori di Brady in cambio della sua liberazione. Jeff si è rivolto a un suo contatto nell'FBI per arrestare i malviventi, precisando di averlo fatto per Dominique e non per Brady, verso il quale la sua opinione non è affatto cambiata. Brady firma i documenti del divorzio, accettando di stare lontano da Dominique.
Amanda segnala la presenza di un drone che da circa un mese sorvola l'attico di Alexis. Sam e Michael si sono prodigati nell'allestimento natalizio del Sahara Club, ma Kirby ha capito che la loro è stata una scusa per non andare a trovare Fallon, scioccati dalle condizioni di una persona ritenuta invincibile. I due ottemperano al compito, pur con qualche inevitabile imbarazzo. Dominique fa visita ad Alexis per rivendicare di aver stanato il suo inganno con Brady e, dopo averla derisa perché trascorrerà il Natale dietro le sbarre, la minaccia di non provare più a ricattarla. Mentre è in coma, Fallon sogna di preparare assieme a Liam i regali per i loro due figli, quando il marito la invita a dirigersi verso la luce all'esterno della villa. In questo momento Fallon si risveglia, con Liam al proprio fianco ad augurarle buon Natale. A Villa Carrington si può quindi festeggiare un Natale come si deve. Fallon ringrazia i familiari per i loro discorsi, avendo sentito tutto mentre giaceva in coma in ospedale. I Carrington sono convinti di essersi lasciati tutti i loro problemi alle spalle, ma da qualche parte Beto sta addestrando una donna a interpretare il ruolo di Cristal.

## Come è andata quella riunione del consiglio?
- Titolo originale: How Did the Board Meeting Gone?
- Diretto da: Pascal Verschooris
- Scritto da: David Israel

### Trama
Tornata al lavoro dopo il coma, Fallon scopre di essere stata messa in aspettativa dal consiglio finché non supererà i protocolli sanitari, dimostrandosi nuovamente idonea alla mansione di ceo. La notizia non è affatto gradita a Dominique, la quale si aspetta che Fallon impedisca al consiglio di approvare le nuove clausole di vendita nei contratti degli stilisti. A preoccupare Fallon è anche l'assenza di vita sessuale con Liam, molto agitato per il prematuro ritorno della moglie agli affari. Blake ha deciso di ritirarsi dalla campagna, forte della posizione di vantaggio assunta rispetto a Cavendish. Il governatore Lipnicki non intende però ottemperare alla promessa di lasciargli il terreno per l'aeroporto, adducendo la volatilità di sondaggi che gli sono favorevoli soprattutto per l'effetto Fallon. Mentre Adam si appresta a lanciare la Adam Carrington Industries (ACI), Amanda ottiene l'aiuto di Kirby per scovare l'identità del proprietario del drone. Michael vuole interrompere la sua vita libertina e accasarsi, così Sam e Kirby si offrono di trovargli una moglie. Jeff è demoralizzato perché nessuno vuole mettersi in affari con lui dopo la vicenda del razzo.
Fallon delega Liam a rappresentarla davanti al consiglio, suggerendogli le cose da dire attraverso una ricetrasmittente. La recita purtroppo non funziona e il consiglio, ostile all'atteggiamento di Fallon in aperta violazione delle regole, vuole rimuoverla da ceo. Blake e Cristal negoziano con Lipnicki contratti statali per la Flores Incorporado, tacendo un oscuro episodio del passato universitario del governatore. Beto rapisce Cristal, sostituendola con l'amica Rita che ormai ne interpreta il ruolo alla perfezione. Amanda individua il proprietario del drone nel nipote di Dex Dexter, un inquilino del palazzo di Alexis. Il drone ha filmato il momento in cui Larson è precipitato dall'attico, con Adam che si è scansato quando questi ha tentato di aggredirlo. Alexis sfrutta la cosa per costringere Adam a cederle i diritti del farmaco, sottolineando che questa prova lo farebbe finire in prigione al posto suo perché inevitabilmente diventerebbe lui il principale sospettato della morte di Larson. Michael scarta tutte le candidate proposte da Sam e Kirby con la scusa di voler trovare la donna perfetta che possa regalargli un matrimonio felice come quello dei suoi genitori.
Al gala della Fondazione Carrington Fallon aveva elaborato un piano disperato per riprendersi la società, ma l'assenza di Jeff lo manda in fumo. Siccome l'indomani sarà rimossa dal consiglio, Fallon vuole che sia proprio Jeff a guidare la Fallon Unlimited per il tempo necessario al suo rientro in pista, puntando sul bisogno di riscatto sociale del cugino. Alexis è stata scarcerata dopo aver mostrato il video del drone al procuratore, premurandosi che ad Adam non accada niente perché si è evidentemente trattato di un incidente. Purtroppo per Adam, Alexis è ora proprietaria della sua azienda che vuole chiamare Alexam. Al gala Alexis saluta amichevolmente Dex, rivelando che si tratta di un amico di vecchia data. Dopo l'ennesimo rifiuto di Michael, Sam e Kirby si rivolgono a sua madre Luella che invita il figlio a essere meno selettivo nella ricerca della donna ideale, altrimenti non avrebbe mai sposato suo padre. Rita è riuscita a farsi passare come Cristal, dato che Blake non ha dato segno di accorgersi dell'inganno. Con la Fallon Unlimited nelle mani sicure di Jeff, Fallon propone a Liam di riscoprire la passione nel loro matrimonio.

## Prendi il tuo cavallo
- Titolo originale: Go Catch Your Horse
- Diretto da: Star Barry
- Scritto da: Libby Wells

### Trama
Fallon vuole sfruttare il periodo di riposo per esplorare nuovi interessi al di fuori del lavoro, optando per fare beneficenza nel mondo dell'ippica che tanto la appassionava quando era piccola. Le intenzioni filantropiche di Fallon rischiano di naufragare quando incontra Patricia de Vilbis, una vecchia conoscenza con cui ha sempre avuto attriti perché accomunate da un carattere dominante. Rita avvia l'iter per la restituzione della Flores Incorporado a Beto, ma Blake ne viene informato e chiede spiegazioni alla sosia della moglie. Rita finge di volersi riconciliare con il fratello, ammettendo di essere stata troppo dura con lui. Liam è alla ricerca di un regista che accetti di girare il film tratto dal suo romanzo. La candidata prescelta, Nina Fournier, è però una delle papabili mogli scartate da Michael e, quando scopre che Liam è imparentato con i Carrington, si dà alla macchia. Alexis inizia una relazione con Dex, mentre Amanda non si capacita di come la madre possa lavorare assieme ad Adam dopo quello che le ha fatto. Dominique tenta l'ennesimo assalto al fortino della moda, partecipando alla Fashion Fest, e stavolta chiede l'aiuto di Kirby per preparare tre abiti da presentare alla sfilata.
Fallon fa la guerra a Patricia per comprare Leonora, una pregiata cavalla che per lei ha un valore sentimentale. Quando Sam, che si era imbarcato con Fallon in questa avventura nell'ippica, le rimbrotta di non comportarsi in maniera propriamente filantropica, la ragazza concorda con lui e lascia vincere la rivale. Per Rita fingersi Cristal è sempre più difficile, non potendo ovviamente conoscere tutte le sfumature della persona che sta interpretando. La donna raggiunge comunque il suo obiettivo, quando Blake le comunica che rispetterà la volontà di restituire la Flores Incorporado a Beto. Liam tenta di ricucire i rapporti tra Michael e Nina, combinando un mezzo pasticcio quando la regista scopre che era lui e non Culhane il mittente dei fiori con cui avrebbe dovuto esprimere le sue scuse. Il rapporto tra Alexis e Dex sta evolvendo positivamente, tanto che l'uomo le propone di trascorrere un fine settimana romantico in un castello. Come Amanda, anche Adam non vede di buon occhio la cosa, temendo possa arrecare danni ai suoi affari. L'abito di punta di Dominique si strappa alla vigilia della sfilata. Kirby sale in passerella con una versione modificata del vestito, entusiasmando Dominique perché ha saputo valorizzarlo al meglio.
Michael risolve le divergenze con Nina, concedendole l'utilizzo del Sahara Club, affinché Liam possa avere la regista per girare il suo film. Nonostante alla fine non abbia vinto, Dominique è contenta dell'ottima figura fatta alla Fashion Fest, così come Kirby che ha trovato il coraggio di tornare a fare la modella. Dominique sceglie comunque di essere concreta e, dando ascolto a Jeff, è al lavoro per realizzare le nuove divise della compagnia aerea Nordic Atlantic, il che le permetterebbe di far conoscere Dom-Msystique in tutto il mondo. Siccome le sta piacendo assai la vita ricca a Villa Carrington, Rita lascia chiaramente intendere a Cristal che, quando verrà il momento, non esiterà a ucciderla per sostituirsi definitivamente a lei. Fallon rivela a Sam che l'esperienza del coma l'ha cambiata profondamente, poiché si è resa conto che qualora dovesse morire nel suo necrologio ci sarebbero scritte ovvietà come ceo ed ereditiera. Dato che sta continuando a sognare di lei e Liam con dei bambini, Fallon propone al marito di riconsiderare il vecchio accordo di non avere figli. Spiazzato da questa proposta, Liam promette di pensarci, pur lasciando trasparire di non essere affatto convinto.

## Non fa male divertirsi un po'
- Titolo originale: A Little Fun Wouldn't Hurt
- Diretto da: Andi Behring
- Scritto da: Elaine Loh

### Trama
Mentre sta facendo avanti e indietro da Los Angeles per definire il progetto del suo film, Liam accetta la proposta di Fallon di avere un figlio, essendo il momento propizio perché rimanga incinta. Siccome a Villa Carrington sono perennemente disturbati, Fallon propone a Liam di recarsi alla tenuta delle vacanze di famiglia, ma sul posto trovano il custode Winston che sta impacchettando gli oggetti per la futura vendita dell'edificio. Avendo notato che da qualche tempo Rita si comporta in modo strano, Blake ha paura stia avendo una recidiva del tumore e vuole sottoporla ad accertamenti. Temendo di essere scoperta, Rita preleva il sangue a Cristal e lo sostituisce al momento degli esami. Sam inizia a frequentare l'affascinante modello Carter, che vanta un notevole seguito sui social network e sta alloggiando al La Mirage. Pur di accontentare Carter, Sam disdice l'evento jazz di Michael al Sahara Club per sostituirlo con un party dedicato agli influencer. Dominique si rivolge a Jeff perché il contratto che la lega alla FSN le impedisce di vendere i prodotti di Dom-Mystique all'esterno della stessa. Quando Jeff le dice che non può aggirare il divieto, Dominique vuole rompere la partnership con la FSN.
Fallon nota che dalla tenuta estiva stanno scomparendo beni preziosi della famiglia Carrington. I sospetti puntano naturalmente su Winston, innescando una lite che porta alla rottura del pregiato candeliere di sua nonna. Blake si vede costretto a mantenere la promessa fatta a Rita di acconsentire alla vendita della Flores Incorporado a Beto qualora gli esami fossero andati bene. Al momento di firmare Blake si tira indietro, con la scusa di una brutta sensazione che lo convince ci sia qualcosa di fuori posto. Rita sospetta che tra Cristal e Adam ci sia del tenero, avendo notato il modo particolarmente premuroso con cui tratta la matrigna. Sam scarica Carter quando si rende conto che una storia con lui sarebbe costruita a beneficio dei social, oltre ad allontanarlo dagli amici come Michael, a cui ha dovuto negare la serata jazz. Sam non si è accorto di avere un uomo davvero interessato a lui, Daniel Ruiz, l'addestratore di cavalli di Fallon che da qualche tempo è ospite del La Mirage e gli aveva chiesto un appuntamento, rifiutato perché era concomitante alla serata con gli influencer. Jeff non autorizzerà l'uscita di Dominique dalla FSN se non gli concederà la metà dei proventi di Dom-Mystique.
Blake si assume la responsabilità del caos accaduto tra Fallon e Winston, avendo dato indicazioni sul trasloco alla governante che sono state fraintese dal custode. Fallon si offre di comprare lei la tenuta, avendo un valore simbolico importante per la famiglia, tanto da aver progettato di concepire suo figlio proprio lì, anche se dovrà accettare la presenza di Winston. Liam rassicura Fallon, preoccupata di avere poco tempo a disposizione per restare incinta, con i frequenti spostamenti cui sarà costretto il marito durante la lavorazione del film, rischiando che nel frattempo cambi idea. Beto e Rita paventano a Cristal che uccideranno Blake se non darà loro quanto vogliono. Jeff non vuole iniziare una guerra con Dominique, temendo di perdere quel legame con lei appena riconquistato. Jeff ha trovato una soluzione che consentirà alla madre di vendere all'esterno di FSN oggetti diversi dai vestiti, suggerendole quindi di lanciare una linea di accessori. Sam si fa avanti con Daniel, chiedendogli di poter avere la cena precedentemente rifiutata. L'uomo è fortemente in imbarazzo, poiché non aveva chiesto un appuntamento a Sam per un'uscita romantica, ma per il semplice fatto che è suo figlio.

## Dedicarsi anima e corpo a odiare
- Titolo originale: Devoting All of Her Energy to Hate
- Diretto da: Brandi Bradburn
- Scritto da: Liz Sczudlo

### Trama
Jeff è pronto a restituire le redini del comando a Fallon, anche se prima vuole avviare un progetto di emissioni zero che prevede l'acquisizione della Morell Corp, la prima azienda fondata insieme quando iniziarono la guerra contro Blake. Peccato che la nuova ceo della Morell Corp è Patricia de Vilbis, in procinto di essere annunciata ufficialmente nell'incarico e nient'affatto intenzionata a vendere la società. Per Fallon la Morell Corp ha un valore sentimentale ed è sua intenzione riprendersela a ogni costo. Rita avvelena un drink di Blake, ma lo rovescia quando l'uomo afferma di aver diposto la cessione della Flores Incorporado a Beto, facendo venire meno le ragioni all'origine dell'intento di avvelenarlo. Il film di Liam rischia di non vedere la luce, poiché il Sahara Club è stato affittato da una coppia per un ricevimento nuziale. Daniel racconta a Sam come è nata la storia d'amore con sua madre Iris, anche se alla fine scelse Alejandro e lui riparò in California. Sam non è dell'idea di voler approfondire la conoscenza del padre ritrovato, avendo ormai una sua vita. Kirby vuole rientrare nel giro della moda e ha bisogno di conquistare la sua vecchia agente Gretchen, ospite del La Mirage.
Fallon e Jeff tentano di sabotare la festa di Patricia, scoprendo che i de Vilbis potrebbero praticare greenwashing e sarebbe quindi un colpaccio riuscire a sbugiardarli davanti a tutti. Parlando con Peter, il padre di Patricia, Fallon apprende che l'uomo non si fida affatto della figlia e a tal scopo ha creato una società di facciata per impedirle di fare troppi danni. Jeff estorce una confessione a Patricia sull'avvelenamento in corso nella comunità, ma Fallon si è nel frattempo impietosita e non vuole danneggiare la rivale, memore dei problemi avuti in passato con Blake. Convinta da Jeff, Fallon acconsente a smascherare Patricia e riavere la Morell a prezzo di saldo. Sam si arrabbia con Daniel quando gli vuole regalare un aeroplanino, giocattolo che amava molto da piccolo, chiedendogli di lasciare il La Mirage perché non tollera la sua presenza e non ha intenzione di allargare la propria famiglia. La cena con Gretchen non va per il verso giusto, ma in compenso Kirby riceve una proposta di ingaggio da Charlie, l'agente che la stava accompagnando.
Blake raggiunge il covo in cui è tenuta segregata Cristal, nel frattempo riuscita a liberarsi e che si stava azzuffando con Rita. Rivolgendo loro delle domande, Blake appura l'identità della vera Cristal. Fortunatamente Blake non aveva venduto la Flores Incorporado perché, fiutato l'inganno di Rita, ha fatto redigere dei falsi contratti. Sam si scusa con Daniel per il suo comportamento, chiedendogli una seconda occasione per conoscersi meglio. Michael risolve il problema degli sposi e Liam, per sdebitarsi, gli chiede di essere il produttore del suo film. Sentendosi in colpa per il trattamento riservato a Patricia, Fallon vorrebbe assumerla alla Morell Corp, incassando un netto rifiuto e la promessa di vendetta. Mentre Jeff ottiene la guida della Morell Corp, Patricia si mette in contatto con qualcuno per colpire Fallon.

## Un'attrice vera saprebbe farlo
- Titolo originale: A Real Actress Could Do It
- Diretto da: Bryce Schramm
- Scritto da: Ayoka Chenzira

### Trama
Fallon è affiancata per quarantotto ore dalla popolare attrice Janelle Crowley che vorrebbe interpretarla nel film di Liam. Essendo Janelle una fervente ambientalista, Fallon punta a mostrarsi sensibile a queste tematiche, trovandosi però a fronteggiare uno sversamento di rifiuti tossici della Morell Corp. Per distrarla mentre lei e Jeff devono gestire questa crisi, Fallon appioppa Janelle ad Alexis. Blake convoca una riunione di famiglia per ragguagliare su quanto accaduto a Cristal e chiedere aiuto per trovare un partner commerciale capace di sostenere la PPA nella fase di lancio. Cristal frequenta un seminario per donne leader, trovandoci Alexis che deve dimostrare a Dex di poter essere una manager capace di ascoltare. Le due donne devono collaborare in un esercizio di vendita di hot-dog. Blake sorprende Daniel intento a frugare nella borsa di Sam, manifestando diffidenza verso questo padre comparso all'improvviso. Sam non dà segno di preoccuparsi della cosa, ma Blake sta già raccogliendo informazioni su Daniel. Charlie ha procurato a Kirby il suo primo ingaggio per la promozione di uno shampoo. Kirby chiede ad Amanda, abituata a parlare in pubblico come avvocato, di prepararla al provino.
Janelle si chiama fuori dal film perché Fallon ha licenziato Linda, la dipendente responsabile dello sversamento, accusata di averlo fatto volontariamente come atto di insubordinazione alla nuova dirigenza della Morell Corp. Fallon tenta di spiegare a Janelle le ragioni che hanno condotto al licenziamento di Linda, dipinta dai media come una madre cui è stato tolto il proprio sostentamento economico. Alla fine Janelle preferisce la vera Fallon rispetto alla versione edulcorata che lei ha tentato di mostrarle. La relatrice del seminario sprona Cristal a non farsi soverchiare da Alexis, la cui strategia di vendita non sta affatto funzionando. Blake e Daniel vengono quasi alle mani dopo che il signor Carrington gli ha offerto una somma generosa per dileguarsi, avendone carpito la volontà di mettere le mani sui soldi del figlio. Sam sostiene che Blake si comporti in questo modo perché, visto il precedente con Rita, non si fida più di nessuno. In realtà, Blake si sente ormai un secondo padre per Sam e non vuole che qualcuno si approfitti di lui. Kirby entra in crisi prima del casting perché Charlie ha rifiutato la sua proposta di uscire, venendo incoraggiata da Amanda a concentrarsi sul provino.
Cristal e Alexis si mettono a litigare durante l'esercizio, venendo entrambe cacciate dal seminario. Benché le cose non siano andate come si aspettava, Dex è contento che Alexis si sia messa alla prova e ammette di non disdegnare la donna sicura di sé. Anche Cristal ha tratto giovamento dall'esperienza del seminario, riacquistando quella sicurezza in sé stessa che il confronto con Rita le aveva tolto. Cristal dissuade Blake dal fondere PPA e Flores Incorporado, prevedendo per quest'ultima un piano di espansione. Terminata con successo l'audizione, Kirby è baciata da Charlie che è disposta a infrangere la sua regola di non avere relazioni con le clienti. Jeff ha scoperto che Linda è stata istruita nel compiere lo sversamento dalla vicepresidente Kelly, ufficialmente a casa con l'influenza. Liam ringrazia Fallon per aver convinto Janelle a recitare nel film. Sam sorprende Daniel a drogarsi nella stalla.

## Vincere è tutto
- Titolo originale: The Only Thing That Counts Is Winning
- Diretto da: Chris Erric Maddox
- Scritto da: Heather Tom

### Trama
Fallon è agitata in vista della gara della sua cavalla Allegra. Alla stessa competizione partecipa anche Leonora, la cavalla di Patricia che, bramosa di vendicarsi dopo quanto successo con la Morell Corp, scommette l'uscita della perdente dalla fondazione ippica. Sam ha raccontato alla sola Kirby la scoperta fatta su Daniel, temendo che possa perdere il lavoro per Fallon e doversene tornare in Venezuela. Amanda sta avendo problemi con il Dottor Leonard, un medico molto scostante dell'ospedale che non accetta di sottostare alle regole. Adam sta cominciando a iniettare il suo siero anti-età ad alcune donne, costringendo Alexis a ricordargli che i diritti di sfruttamento del farmaco sono suoi. Dex non gradisce queste ripicche tra madre e figlio, invitandoli a rivolgersi a un terapeuta perché comportandosi così non saranno mai in grado di gestire un'azienda insieme. Dominique vorrebbe che Jeff, in occasione della gara di ippica in cui avrà luogo il suo ritorno in pubblico, indossasse una cravatta di Dom-Mystique. Jeff sta frequentando Luna, una ragazza conosciuta durante la cura contro la neurotossicità. Michael pensa di aver trovato la donna giusta, Sasha, una collega modella di Kirby.
Quando giunge notizia che Daniel è sparito con Allegra, Sam è costretto a rivelare a Fallon della droga. Fortunatamente si tratta di un falso allarme e, davanti alle legittime preoccupazioni di Fallon, Daniel rivela di avere il cancro, chiedendole di non dire nulla a Sam. Fallon sceglie di comportarsi in modo maturo, evitando di ordire uno dei suoi imbrogli ai danni di Patricia e affidandosi completamente a Daniel. La gara è vinta da Allegra, anche se Fallon non è contenta di come si è comportata con la rivale. Vedendo Amanda dubbiosa su come agire con il Dottor Leonard, Cristal le impartisce una lezione sul metodo Carrington. Adam fugge dalla prima seduta del terapeuta, non riuscendo a perdonare ad Alexis di averlo abbandonato quando era piccolo. Luna fa furore con un outfit realizzato con le cravatte di Dom-Mystique. Jeff è orgoglioso di lei, chiarendo che è ancora prematuro parlare di una vera e propria relazione. Dominique è invece dell'idea che il figlio debba dare una possibilità a Luna, avendoli visti molto bene insieme. Kirby non è favorevole all'uscita di Michael con Sasha, appellandosi alla regola aurea del lasciar stare le amiche delle amiche.
Amanda fa ottenere alla moglie di Leonard un'alta posizione all'ambasciata americana in Islanda, evidenziando cosa succede quando ci si mette contro un Carrington. Jeff si reca in ospedale a trovare Luna, apprendendo che la ragazza è morta a seguito di un'insufficienza renale. Michael scopre da Sasha che Charlie è abituata a prelevare alle sue modelle ben più del 10% del suo compenso, inganno cui potrebbe essere soggetta anche Kirby. Fallon si offre di pagare le cure a Daniel, invitandolo a parlarne con Sam. Anche se alla fine ha avuto modo di chiarirsi con Adam, Alexis evidenzia a Dex come i loro guai famigliari possano finire per prevalere. Rimasto turbato dalla sorte di Luna, Jeff ha trovato un biglietto lasciatogli dalla ragazza in cui lo invitava a correre un rischio per inseguire la felicità. Il suo proposito adesso è vendicarne la morte, scoprendo chi le ha negato le cure che avrebbero potuto salvarla.

## Un bacetto innocente tra amici
- Titolo originale: A Friendly Kiss Between Friends
- Diretto da: SM Main-Muñoz
- Scritto da: Garrett Oakley

### Trama
Jeff comunica a Fallon che è venuto il momento di abbandonare il suo incarico alla Morell Corp, dovendosi concentrare sul rendere giustizia alla povera Luna. Informata che sta cercando un incarico nella farmaceutica, Fallon fa saltare l'assunzione di Jeff alla Plenexia Pharmaceuticals, la casa produttrice dei farmaci a prezzi esorbitanti che Luna non si è potuta permettere. Blake sta affrontando un momento difficile per i suoi affari, poiché non riesce a venire a capo dell'aeroporto e la banca non gli concede più prestiti, convinta abbia perso il suo tocco magico. A una reunion di studenti di Yale Blake ritrova la vecchia fiamma Sonya Jackson. Il carico di prodotti Alexam va disperso alla vigilia della serata di lancio. Mentre Adam realizza al volo delle dosi sostitutive, Sam organizza ad Alexis una festa con gli influencer per rendere il siero popolare tra i giovani. Kirby è in partenza per l'Italia, dato che Charlie le ha appena trovato lavoro a Milano. Michael informa Amanda dell'inganno di Charlie, sperando di riuscire ad aprirle gli occhi prima della partenza.
Sentendosi in colpa per non essersi fidata di Jeff, Fallon lo aiuta a incontrare un chimico della Plenexia per farla ubriacare e scovare la formula del farmaco contro la neurotossicità. Fallon sta provando senza successo a restare incinta e Jeff per lei era un punto di riferimento imprescindibile. Blake e Cristal si lasciano trascinare da Sonya in uno scambio di coppia per ritrovare l'intimità perduta negli ultimi tempi. All'ultimo momento Blake e Cristal, consapevoli che non possono più giocare a fare i giovani, fuggono via. La festa della Alexam sembra un fallimento, con gli influencer ad accapigliarsi per una fornitura gratuita di siero. Proprio quando Alexis sembra pronta ad alzare bandiera bianca, Adam le comunica che i riscontri sui social sono ottimi. Amanda si impossessa del cellulare di Charlie per leggere i contratti delle modelle, ma viene scoperta da Kirby che si fida completamente di Charlie ed è ancora più risoluta nell'andarsene a Milano. Amanda confessa a Kirby i propri sentimenti, venendo baciata dalla ragazza prima di salutarsi.

## Fatti gli affari tuoi
- Titolo originale: Mind Your Own Business
- Diretto da: Heather Tom
- Scritto da: Catrina Cabrera Ortega

### Trama
Fallon ha in serbo un importante progetto di eco-sostenibilità per la Morell Corp che però il consiglio non intende approvare, lamentando un calo generalizzato delle vendite. A Fallon viene l'idea di coinvolgere sua madre e vendere i prodotti di Alexam, ricevendo però la condizione di andare in onda il giovedì nella fascia oraria normalmente di Dom. Il primo giorno di riprese del film un'attrice dà forfait e Michael chiede a Liam di sostituirla con Sasha. Nina non gradisce questa mossa e bandisce Liam dal set, reputando dannosa la presenza dello scrittore. Daniel ha superato la chemioterapia e vuole tornare a Caracas, così Sam cerca un modo per trattenerlo ancora qualche giorno ad Atlanta. Adam è al lavoro su una nuova formula del farmaco, corrompendo il commissario alle dogane affinché tolga il bando alla merce di cui ha bisogno.
Fallon tenta di far coabitare Alexis e Dom nello stesso spazio, finendo per farle litigare. Blake suggerisce alla figlia di prendere il polso della situazione e costringerle ad andare d'accordo. Siccome la loro litigata ha fatto impennare le vendite, Fallon cerca di instaurare una collaborazione efficace con Alexis e Dom per il vantaggio di tutte. Liam risolve il caos sul set, venendovi riammesso da Nina, anche se si rende conto che nonostante sia lo scrittore la sua opinione è quella che conta di meno. Daniel non ha detto la verità a Sam. Le cure non stanno dando i risultati sperati ed è per questo motivo che vuole tornare in Venezuela, trascorrendovi il tempo che gli resta. Blake convince Daniel a stare ad Atlanta, dove potrebbe essere seguito meglio, anche perché Sam non lo lascerà mai da solo. Sam tenta di mettersi in contatto con sua madre Iris per spiegargli la situazione del padre e chiederle una mano. Jeff ha scoperto gli intrallazzi di Adam con il commissario alle dogane, ma è disposto a chiuderci un occhio se lo aiuterà ad andare alla festa della Plenexia.

## Scelgo la preghiera
- Titolo originale: I'll Settle For A Prayer
- Diretto da: Brandi Bradburn
- Scritto da: India Sage Wilson

### Trama
Fallon si sente in colpa perché non sapeva della situazione di Daniel e Sam non ha apprezzato una battuta a proposito delle occhiaie frutto delle nottate in ospedale. Per rimediare, nonostante Sam le avesse detto di starne fuori, Fallon e Liam partono alla volta dell'Idaho, dove Iris si è rifugiata dopo la passata vicenda del rapimento. Sam sta raccontando al padre tutti gli aneddoti della sua vita, confidando che Iris ascolti i suoi messaggi e venga al capezzale prima che sia troppo tardi, mentre il quadro clinico volge al peggio e all'uomo restano pochi giorni. Blake è invidioso del molto tempo che Amanda trascorre con Alexis, continuando a sperare che la figlia accetti di lavorare con lui alla Primetime. Amanda però non dà segni di voler lasciare l'ufficio legale dell'ospedale e nemmeno il super attico di Alexis. Un abito di Janelle è bloccato a Milano, così Nina chiede a Michael di rivolgersi a Dominique per realizzarne uno simile in breve tempo. Adam ha procurato a Jeff l'agognato invito alla festa della Plenexia, ma Colby ha ancora bisogno dei suoi servigi per realizzare il proprio piano e gli promette che in cambio avrà le sostanze bloccate alla dogana.
Giunti in Idaho, Fallon e Liam si introducono nella chiesa dove Iris si è rinchiusa come perpetua, rifiutando di avere contatti con il mondo esterno e afflitta dal senso di colpa per come si è comportata con la propria famiglia. Dopo un tentativo fallito da parte di Fallon, è Liam a convincere Iris che la cosa giusta da fare è rompere il proprio isolamento perché adesso la sua famiglia ha bisogno di lei. Blake trova la chiave per portare Amanda dalla propria parte, aprendole gli occhi su quanto Alexis possa essere perfida. Avendo intuito la simpatia che Amanda prova per Kirby, Blake le racconta tutte le macchinazioni di Alexis contro la ragazza, peraltro confermate dalla diretta interessata. Dominique accetta di realizzare un abito per Janelle, ma quando dal set trapela una fotografia non autorizzata Michael e Nina puntano i propri sospetti proprio su di lei, indignandola perché non avrebbe avuto alcun interesse a diffondere l'immagine. Jeff riesce a sottrarre a Richard Payne, ceo della Plenexia, la formula del farmaco che renderà open source, così da abbatterne il prezzo e cagionare pesanti danni d'immagine alla casa farmaceutica.
Iris arriva in ospedale giusto in tempo per vedere Daniel un'ultima volta. L'uomo può andarsene in pace e Sam è sollevato dall'aver riunito i genitori, ringraziando Fallon per aver reso possibile ciò e scusandosi per le cose poco carine dette sul suo conto. Amanda lascia l'attico di Alexis e chiede ospitalità a Villa Carrington, con Blake e Cristal ben felici di accoglierla. Alexis ha capito che possono essere stati soltanto loro due a parlare di Kirby con Amanda, promettendo a Blake che presto la figlia aprirà gli occhi anche sul suo conto. Alla dine si è scoperto che non è Dominique, bensì Sasha la responsabile della fotografia rubata al vestito. Michael si scusa con Dominique per aver sospettato di lei, mentre Nina gli rinfaccia di essersi accoppiato alla donna sbagliata. Jeff consegna ad Adam la chiave del magazzino in cui sono stoccate le sue sostanze, mantenendo la propria parte dell'accordo. Subito dopo Jeff riceve un messaggio vocale di Richard Payne, il quale ha capito che c'è lui dietro alla divulgazione della formula e promettendogli vendetta.

## Non bisogna farsi prendere dal panico
- Titolo originale: There's No Need To Panic
- Diretto da: Robin Givens
- Scritto da: David M. Israel

### Trama
Al La Mirage è l'ultimo giorno di riprese e Fallon non vede l'ora di avere Liam tutto per sé, visti gli innumerevoli vani tentativi di restare incinta. La scena che deve essere girata è il momento in cui Liam ha conquistato Fallon, anche se all'uomo non piace venga ricordato come ha tolto di mezzo Michael per arrivare al cuore della giovane Carrington. Fallon si ritrova bloccata con Alexis nel suo attico dopo che due rapinatori sono saliti per rubare preziosi gioielli appena acquistati dalla madre. Alexis porta Fallon in una panic room per essere al sicuro, ma i rapinatori hanno tagliato i fili per lanciare l'allarme. Blake è costretto a scendere a patti con Sonya Jackson perché la torre di controllo del futuro aeroporto va messa a norma, ma la donna vuole che stavolta lui e Cristal non si sottraggano a una notte di sesso. Blake pretende che Amanda e Adam si sforzino di andare d'accordo ora che convivono sotto lo stesso tetto. Di conseguenza, i due iniziano a prendersi di mira sul posto di lavoro, con Adam che sommerge Amanda di pratiche e lei, per ripicca, ordina un'indagine a tappeto sui computer dei medici.
Fallon si arrabbia con sua madre quando scopre che ha tenuto nascosto un anello, anteponendo il lusso alla loro sopravvivenza. Alexis rivela che l'anello era un regalo per Dex con cui gli avrebbe chiesto di sposarla, lamentando di sentirsi sola. Visto il clima da confidenze, Fallon rivela alla madre di aver saltato un appuntamento dal ginecologo perché è convinta di essere rimasta incinta. Nina ha chiuso le riprese e non intende girare una versione della scena riscritta da Liam in modo da non risultare il cattivo della situazione. Sonya batte Blake a una particolare versione della morra cinese. Cristal sigla un suo accordo con Sonya, concedendole un diritto di prelazione sulla Flores Incorporado in cambio di un prezzo equo per i lavori della torre di controllo. Kirby torna ad Atlanta giusto in tempo per aiutare Amanda a scovare la ricetta segreta del siero di Adam. Quest'ultimo riesce a mettere le due ragazze una contro l'altra, portando Kirby a rivalutare negativamente il bacio dato ad Amanda prima di partire per Milano. Non avendo più nulla da perdere, Amanda fa sequestrare una sostanza che Adam conservava illegalmente nel frigorifero del suo studio.
Michael rassicura Liam di non provare rancore verso di lui, dato che alla fine lui e Fallon erano fatti per stare insieme. Liam accetta, quindi, di chiudere le riprese senza attuare alcuna modifica all'ultima scena. Cristal e Blake festeggiano l'ormai imminente arrivo dell'aeroporto, anche se la presenza di Sonya nei loro affari rischia di essere un problema. Amanda bussa alla porta di Kirby per scusarsi, apprendendo che lei e Charlie si sono appena lasciate. Dex torna all'attico di Alexis ed è lui a farle la proposta di matrimonio. Fallon rientra a Villa Carrington abbattuta perché il ginecologo le ha comunicato che, a causa della sparatoria di cui è rimasta vittima, non potrà mai restare incinta.

## Parli sempre con le tartarughe?
- Titolo originale: Do You Always Talk To Turtles
- Diretto da: Andy Behring
- Scritto da: Malcom Boomer, Chava Friedberg

### Trama
Dopo aver consultato altri cinque ginecologi, Fallon sembra essersi ormai rassegnata all'idea di non avere figli. Sul fronte lavorativo un cliente della Morell Corp minaccia di annullare il contratto per colpa dell'inquinante Primetime di Blake. Fallon chiede al padre di rimandare l'inaugurazione dell'aeroporto, ma ovviamente Blake non vuole sentire ragioni vista tutta la fatica per ottenerlo. Adam si rivolge a Laura Van Kirk per importare illegalmente il prodotto del suo siero, anche se la donna si aspetta il suo aiuto per ricucire i rapporti con Liam. Amanda e Kirby decidono che è venuto il momento della prima uscita da innamorate. Michael progetta di andare a convivere con Sasha, ma Sam ritiene non sia la donna giusta per lui e chiede a Kirby di aiutarlo ad aprirgli gli occhi, benché significhi far saltare l'uscita con Amanda. Nonostante le continue minacce di Richard Payne della Plenexia, Jeff vuole continuare la sua opera di giustiziere e mette nel mirino la Springtime di Bradford. Dominique è preoccupata che il figlio si stia infilando in una storia più grande di lui.
Fallon piazza una testuggine sulla pista dell'aeroporto in modo da ritardarne l'inaugurazione. Cristal si è accorta che c'è Fallon dietro alla comparsa della testuggine, minacciandola di sistemare la questione se non vuole che ne parli a Blake. Fallon si vede costretta a obbedire e Blake può finalmente inaugurare il Joseph Anders Memorial Airport. Saputo da Adam che Fallon non è fertile, Laura la avvicina all'inaugurazione dell'aeroporto per accusarla di negare una famiglia a Liam. Colpita nel vivo, Fallon tira uno schiaffo a Laura. Cristal empatizza con Fallon, spiegandole che non avere figli non la rende meno donna. Sam e Kirby fanno saltare l'appuntamento tra Michael e Sasha, distraendo il primo e mettendo in testa alla seconda che Culhane non è il partner ideale per una relazione seria. Sam rimpiange i vecchi tempi con Michael, quando la loro unica preoccupazione era mandare avanti il proprio business, mentre sono passati dal film a Sasha. Dominique dissuade Jeff dal colpire la Springtime, rimarcando i danni che le sue azioni potrebbero causare a persone colpevoli soltanto di lavorare per un cattivo.
Fallon apre all'ipotesi dell'utero in affitto, così da poter avere l'agognata famiglia con Liam. Adam ha dovuto fornire a Laura tutti i campioni di siero rimasti in cambio del suo aiuto per la spedizione. Laura ha un malore per essersi iniettata tutto il siero e Adam usa il suo cellulare per autorizzare la spedizione, lasciando la donna riversa sul pavimento dopo aver ripulito le proprie tracce.

## Una feroce vendetta
- Titolo originale: Vicious Vendetta
- Diretto da: Pascal Verschooris
- Scritto da: Josh Reims e Christopher Fife

### Trama
Fallon e Liam stanno selezionando la madre surrogata, ma nessuna delle candidate incontra il loro gradimento. Dopo la morte di Laura, Liam è ancora più determinato a creare una propria famiglia, mentre Fallon si sta distraendo dagli affari e Blake non manca di farlo notare alla figlia. Adam non è minimamente intenzionato ad accettare le dimissioni da capo del personale che comporterebbero una forte riduzione dello stipendio e meno poteri. Ascoltando una conversazione tra Amanda e Kirby, Adam scopre la loro relazione. Fervono i preparativi del matrimonio di Dex e Alexis. Quest'ultima si interroga sul motivo per cui il futuro suocero Samir non ha risposto all'invito, scoprendo che ci sono stati dissapori tra lui e Blake. Quest'ultimo, intanto, riceve lo stemma dei Carrington, trafugato tempo prima dalla tenuta estiva, completamente distrutto, segno che qualcuno ha dichiarato guerra alla famiglia. Dominique chiede a Michael di poter avere immagini degli abiti realizzati per il film, avendone bisogno per il concorso delle divise della Nordic Atlantic, però Nina è categorica sull'impossibilità di accedervi prima che sia terminato il montaggio.
Fallon vuole dimostrare al padre che può gestire contemporaneamente sia gli affari che la famiglia in costruzione. La trattativa per acquistare la Temple Universal Streaming, un suo vecchio pallino, coincide con il momento in cui deve fare la damigella d'onore per sua madre. Adam fa arrivare un mazzo di fiori per Amanda, così da far ingelosire Kirby che pensa provengano dalla sua ex Florence. Alexis vorrebbe che Blake si scusasse con Samir, affinché accetti l'invito e il matrimonio con Dex possa iniziare sotto i migliori auspici. Sam crede di aver individuato il nemico di Blake in Claudia Blaisdel, attualmente ai servizi sociali. La donna smentisce il proprio coinvolgimento, ma quando Sam se ne va prende il telefono e avverte qualcuno del matrimonio in programma l'indomani. Alexis rinchiude Dominique perché voleva consegnare il portfolio degli abiti a Samir, membro del consiglio d'amministrazione della Nordic Atlantic, concorrente della Primetime che, quindi, rischierebbe di riportare attriti tra Blake e il suocero. Dex e Alexis pronunciano il fatidico sì. Fallon libera Dominique dalla prigionia perché ha bisogno di uno spazio per chiudere la sua trattativa con Frankie Chase della Temple Universal Streaming.
Dominique tenta di propinare il suo portfolio a Samir, indisponendolo come temeva Alexis che perde la benedizione del suocero acquisito. Michael aiuta Dominique, avendo convinto Janelle a postare delle fotografie con i suoi abiti. Al termine del matrimonio, Fallon e Liam devono incontrare Tiffany, una delle più famose surrogate della Georgia. Liam fa capire a Fallon che non deve gestire la scelta della madre surrogata come uno dei suoi affari, così anziché la vip Tiffany preferiscono Stacey Moore, una donna precedentemente incontrata che era piaciuta a entrambi. Kirby intuisce che è Adam il mittente dei fiori per Amanda, scusandosi con la fidanzata che decide di rivelare pubblicamente la loro relazione al momento del brindisi. Dex non è preoccupato della reazione di suo padre, accettando Alexis e la sua famiglia incasinata esattamente per ciò che sono. Al matrimonio giunge colui che ha spedito lo stemma dei Carrington a Blake: suo fratello Ben.

## Ben
- Titolo originale: Ben
- Diretto da: Brandon Lott
- Scritto da: Bryce Schramm

### Trama
Blake ordina ai familiari di ignorare le continue chiamate da parte di Ben. Blake incolpa il fratello della morte della madre, avvenuta ventidue anni prima, quando toccava a lui sorvegliarla. L'obiettivo di Ben è ottenere il perdono di Blake per essere riabilitato in società, anche se gli manda un altro messaggio ostile sostituendo un Vermeer della Fondazione Carrington con un falso. Ben tenta di stringere un'alleanza con Dominique, attribuendo a Blake la responsabilità del licenziamento della madre dall'Atlantic per sostituirla con la sua amante del momento. L'inseminazione di Stacey va a buon fine e Fallon le propone di trasferirsi a Villa Carrington, dove poter seguire meglio la gravidanza. A Stacey però si è prospettata un'opportunità di lavoro come archeologa che si protrarrà per massimo un paio di mesi, indispettendo Fallon che teme conseguenze per il bambino. A darle ulteriore agitazione è uno sfogo sul braccio di Stacey che lei definisce un eczema. Dopo aver scoperto di non essere stato invitato a un super esclusivo party nell'ambito dell'Atlanta Pride, Sam ne organizza uno al Sahara Club per dimostrare alla comunità gay di essere ancora sulla cresta dell'onda.
Ben sferra un attacco a Blake, facendo uscire la notizia che ci sono altri tre quadri falsi della Fondazione Carrington. Come se non bastasse, Dominique chiede conto a Blake del racconto di Ben, furiosa perché quella mossa l'ha condannata a una vita diversa. Blake muove le sue potenti leve, ottenendo una smentita dello stesso giornale che aveva dato la notizia e ordinando a Ben di tornarsene a Parigi perché anche stavolta lo ha battuto. Fallon e Adam si recano sugli Appalachi per riportare Stacey a casa, causando il suo licenziamento. Dopo non esserci riusciti, Fallon trova il modo di far chiudere lo scavo di Stacey che torna ad Atlanta alterata, avendo capito che c'è lei dietro. Adam si scusa con Fallon per non essere stato in grado di aiutarla, chiarendo di volere un riavvicinamento con lei per forgiare la futura generazione dei Carrington. Sam chiede a Michael e Kirby di deviare il percorso della sfilata del Pride, affinché passi davanti al Sahara Club e sia invogliata a entrare. Nonostante le cose stiano andando bene, Sam è preoccupato per alcuni intoppi nella festa, inevitabili visto che è stata organizzata in fretta e furia, facendo arrabbiare Michael e Kirby per essere trattati in malo modo.
Incaricata da Jeff di scoprire chi sta comprando le azioni della Colby Co, Amanda appura che si tratta di Blake e non vuole dirlo al cugino per evitare di far scoppiare una nuova guerra familiare tra Carrington e Colby. Dopo aver parlato con una famosa drag queen, Sam capisce che non deve preoccuparsi del giudizio della comunità gay e si scusa con Michael e Kirby per il suo comportamento. Fallon ricuce con Stacey, rammaricandosi di aver anteposto i suoi interessi personali e le preoccupazioni per il bambino al benessere della madre surrogata. Dominique accetta un precedente invito a cena di Ben per scoprire ulteriori dettagli sugli intrighi di Blake. Quest'ultimo sta festeggiando con Cristal la sua presunta vittoria sul fratello, quando riceve una citazione da Ben che lamenta di essere stato escluso dal testamento del padre e pretende di mettere le mani su metà dell'impero Carrington.

## La mia famiglia, il mio sangue
- Titolo originale: My Family, My Blood
- Diretto da: Robbie Countryman
- Scritto da: Elaine Loh

### Trama
Mentre la guerra legale tra i fratelli Carrington finisce sui giornali, adesso Ben prova a circuire Alexis, avendo necessità di dimostrare che Blake fece internare la madre in una casa di riposo perché non se ne voleva occupare. Fallon si schiera invece convintamente dalla parte del padre, ritenendo necessario porre fine al conflitto con Ben prima della nascita di suo figlio. Fallon propone una mossa azzardata, impadronirsi dei documenti detenuti dall'avvocato di Ben, e Blake vuole che faccia squadra con Cristal, benché ultimamente i rapporti tra la moglie e la figlia si siano parecchio raffreddati. Dom-Mystique è tra i cinque finalisti del concorso della Nordic Star e Dominique deve temporaneamente lasciare la FSN, così Adam vuole prenderne il posto per promuovere il suo nuovo siero. Alexis si oppone, stanca del fatto che i figli le stiano rubando la scena, quando invece almeno alla FSN è lei la protagonista. Liam incontra il suo vecchio professore di scrittura creativa, lamentando di non trovare l'ispirazione per un nuovo romanzo. Michael si è ripromesso, dopo la rottura con Sasha, di prendersi una pausa dalle relazioni, ma l'improvvisa comparsa di una donna affascinante ne fa vacillare i propositi.
Fallon e Cristal si rendono conto di non poter accedere alle trascrizioni dei colloqui dell'avvocato di Ben, sotto il costante controllo di un vigilante. Blake decide di agire per conto proprio, venendo scoperto da Ben che adesso ha un'arma da usare contro di lui. Nonostante sia ammalata, Alexis sceglie di andare in onda ugualmente, convinta sia colpa di Adam che vuole metterla fuori gioco. Durante la diretta Alexis non riesce a parlare e Adam entra in scena per promuovere il siero. Condotta in porto la diretta, Adam avverte la madre che sarà difficile continuare a lavorare insieme se non avrà fiducia in lui. Liam non riesce a sbloccarsi con il romanzo, rendendosi conto che stare tutto il giorno nella villa a fissare la pagina bianca dello schermo non lo aiuta. Michael apprende che la donna conturbante con cui è appena uscito è Geneva Abbott, la vedova di Leo. Non potendo darsi alla macchia, Michael si vede costretto a uscire con Geneva per non insospettirla. Come gesto distensivo verso Cristal, Fallon vuole che sia la madrina di suo figlio. Andata in camera di Amanda per lasciarle un biglietto di scuse, Alexis trova casualmente il diario di Anders e intende usarlo in combutta con Ben.

## Annegare da soli
- Titolo originale: There's No One Around To Watch You Drown
- Diretto da: Grant Show
- Scritto da: Liz Sczudlo

### Trama
Fallon sistema Stacey con tutti i comfort nella stanza appartenuta alla sua tata Heather, la donna che l'ha cresciuta e a cui è molto legata. Il professore di Liam gli chiede di fare da mentore a suo nipote Jasper, anche se significa trascurare il suo nuovo libro. Kirby va nel panico quando Adam le dice che Alexis è stata nella sua stanza, accorgendosi della mancanza del diario. Kirby chiede aiuto a Jeff, facendo leva sul suo pregresso matrimonio con Alexis e la necessità che un'arma così potente le venga tolta. Geneva ammette di non essere dispiaciuta per la morte di Leo, rivelando a Michael che stava per lasciarlo dopo aver scoperto i brutti giri in cui era coinvolto. Siccome si sta seriamente innamorando di Geneva, Michael vuole dirle la verità, mentre Sam è dell'idea che dovrebbe lasciare il passato dove sta. Dominique contende la vittoria della selezione per le divise della Nordic Star alla giovane influencer Lenny Sullivan, temendo di uscire sconfitta dal confronto con la potenza di fuoco dei contatti social della sfidante. Al processo Ben accusa Blake di aver avuto una relazione con Heather, la quale fa il suo ingresso in aula e dichiara che la sera della morte di sua madre si trovava con lei.
Alexis mostra in aula il biglietto lasciato da Ben a Blake in cui gli chiedeva di badare alla madre, dovendo allontanarsi per un imprevisto familiare. Per salvare la situazione, Fallon va alla sbarra per riferire che lei e Steven avevano scritto un messaggio nascosto al padre sullo stesso biglietto. Kirby recupera il diario e lo usa per sostenere la tesi di Blake, così il giudice delibera in suo favore perché Ben avrebbe dovuto assicurarsi che la madre fosse sorvegliata. Jasper è uno studente di informatica che non ha il minimo interesse per la scrittura, così chiede a Liam di scrivere lui il saggio da inviare per un semestre di studio ad Amsterdam a cui lo zio vorrebbe partecipasse. Purtroppo per Liam, l'editore anticipa la scadenza dell'uscita del nuovo libro e vuole il manoscritto entro sei mesi anziché i preventivati diciotto. Rimasto a Villa Carrington perché Blake non l'ha voluto in tribunale, Adam entra in confidenza con Stacey che lo aiuta a rimettersi in sesto prima di un appuntamento. Quando l'incontro viene disdetto, Adam trascorre la serata con lei e sfoga il disagio di sentirsi un estraneo nella famiglia Carrington. Michael lascia Geneva, fingendo di aver avuto un abboccamento con la sua ex fidanzata.
Dominique riceve la notizia che si è aggiudicata il contratto con la Nordic Star, grazie alla visibilità data dal processo di Blake in cui ha sfoggiato le sue divise. Kirby brucia l'ultima copia del diario di Anders davanti a Blake, chiudendo definitivamente con i segreti dei Carrington. Liam ha scritto il saggio per Jasper, ma resta deluso quando il professore lo definisce "mediocre e insignificante". Ben rifiuta la proposta di Blake di tornare a vivere ad Atlanta con la sua famiglia, ricostruendo l'armonia del clan Carrington. Fallon la prende male quando vede Adam e Stacey baciarsi.

## Uno scrittore di dubbio talento
- Titolo originale: A Writer of Dubious Talent
- Diretto da: Heather Tom
- Scritto da: Kabrina Cabrera Ortega

### Trama
Sono passati sei mesi dalla fine del processo dei Carrington. In questo lasso di tempo Liam non ha fatto progressi sul fronte del libro, ricevendo il consiglio dal professor Kingston di trovarsi un nascondiglio in cui scrivere. Intanto, la sua preoccupazione è far andare d'accordo Michael e Nina in vista della prima proiezione del film al La Mirage. Ormai Adam e Stacey fanno coppia fissa, con il primo auto-nominatosi medico personale della fidanzata e che vorrebbe l'aiuto di Fallon per tornare direttore del personale in ospedale. Jeff ha ricomprato quasi tutti gli asset della ColbyCo e gli ultimi due sono proprietà di Blake, il quale non è minimamente intenzionato a rivenderglieli. Jeff copia i dati del tablet di Amanda, ammonendola che non conosce i possibili effetti di una nuova guerra tra Carrington e Colby. Jeff apre le ostilità, causando un blocco al sistema informatico della PrimeTime, impedendo agli aerei di decollare dall'aeroporto di Blake. Tra Michael e Nina scoppia un'inattesa scintilla d'amore, anche se i due la considerano un caso e si ripromettono di condurre in porto l'anteprima senza incidenti per onorare la promessa fatta a Liam.
Liam si addormenta davanti al computer, sognando di trovarsi in un hotel con Blake barista che lo indirizza alla stanza 428. Sul piano trova il facchino Adam che lo riconosce come lo scrittore di successo e una Cristal vestita di bianco quale occupante della stanza 428. All'improvviso si materializza un pugnale e Cristal muore, costringendo Liam a fuggire dagli avventori che lo reputano colpevole del delitto. Quando riesce finalmente a trovare la stanza, un uomo incappucciato minaccia di uccidere Liam e si scopre essere una versione di sé stesso, dato che i suoi giorni da scrittore inetto volgono al termine. Al risveglio Liam rivela a Sam di aver scritto a malapena poche pagine, chiedendogli di non dire nulla a Fallon perché teme di deludere lei prima di tutti. Fallon si preoccupa per Stacey che ha avuto un colpo di calore, prontamente soccorsa da Adam con una soluzione salina. Liam è messo alle strette dalla sua editor che vuole sfruttare il momento e mandare in stampa il nuovo libro. Michael teme di essersi davvero innamorato di Nina, in partenza per il Brasile dove girerà il suo prossimo film, spronato da Dominique a non lasciarsela scappare.
Fallon ringrazia Adam per il sangue freddo dimostrato con Stacey, promettendogli che metterà una buona parola per lui con Amanda per farlo tornare a capo del personale. Blake è furioso con Cristal perché si è recata da Jeff per siglare un armistizio che facesse ripartire gli aerei della PrimeTime, vendendogli gli asset della ColbyCo. Kingston ha un malore mentre sta conversando con Liam, venendo stroncato da un aneurisma. Saputo da Sam che era un cliente abituale del La Mirage ed era solito soggiornare nella stanza 428, Liam trova nella borsa del professore il manoscritto del suo libro appena completato e glielo sottrae.

## Uno scandalo di droga?
- Titolo originale: But A Drug Scandal?
- Diretto da: Elizabeth Gillies
- Scritto da: Aubrey Villalobos Karr

### Trama
Mandy Von Dunkel della Eroici Zoccoli si oppone ai piani di espansione proposti da Fallon, a meno che al prossimo evento non riesca a raccogliere un cospicuo quantitativo di donazioni. Dopo aver visto Liam entrare nudo da una nuotata, a Fallon viene l'idea di organizzare un'asta per scapoli. Mandy non è favorevole a questo "baccanale", ma Fallon è sicura della propria strategia e mette sul piatto le dimissioni se non raggiungerà l'obiettivo. Il siero di Adam sta avendo effetti collaterali e la FDA ha sequestrato alcuni lotti per analizzarli dopo che sono stati segnalati problemi cardiaci. Adam confessa a Blake di aver utilizzato una pianta illegale di nome bococho, spinto dalla necessità di uscire dal cono d'ombra in cui lo aveva relegato Alexis, sfruttando un contatto del padre per ottenere l'immediata approvazione della stessa FDA che adesso lo sta indagando. Preda dei sensi di colpa per essersi appropriato del manoscritto del proprio mentore, Liam confessa il furto a Sam che gli suggerisce di non consegnarlo all'editore. Dominique si preoccupa per alcune minacce online che sta ricevendo da quando ha vinto il concorso della Nordic Star.
Fallon coinvolge Liam, Sam e Michael nell'asta di scapoli che si tiene al Sahara Club. Mandy ostacola Fallon in ogni modo, accusandola di voler apportare troppi cambiamenti a un ambiente molto conservatore come gli Eroici Zoccoli e incolpandola di aver estromesso Patty de Vilbis che garantiva continuità. Jeff corre in aiuto di Fallon, sostenendola pubblicamente e mettendo in palio un soggiorno di una settimana sulla sua isola privata che fa decisamente gola a molti. Raggiunta la somma, Fallon invita l'acida Mandy ad andarsene dalla fondazione se ha problemi con lei e la sua propensione a cambiare il mondo. Preoccupato dall'indagine in corso dell'FDA, Dex vuole analizzare il siero per prevenire un responso negativo che rischia di danneggiare i suoi affari, litigando con Alexis che vive la mossa come mancanza di fiducia. Successivamente Alexis ricuce con il marito e lo autorizza a far analizzare i campioni per chiarire la situazione. Individuato il laboratorio in cui sono conservate le fiale del siero, Blake e Adam si recano sul posto per sbazzarsene. Tornata a casa, Dominique trova lo studio a soqquadro e una figura che rapidamente si dilegua.
Fallon rivela a Liam di aver letto i primi capitoli del manoscritto, ricavandone un'ottima impressione. Alla fine Liam decide di consegnare il manoscritto all'editore, benché Sam non manchi di sottolineare il grave errore commesso. Alexis giunge a Villa Carrington con agenti della DEA per far arrestare Adam.

## Prima rapimento e ora furto
- Titolo originale: First Kidnapping And Now Theft
- Diretto da: Pat Santana
- Scritto da: Chris Erric Maddox

### Trama
Blake ha pagato la cauzione ad Adam, anche se è ancora arrabbiato con lui per la leggerezza commessa e deve adoperarsi per fronteggiare l'offensiva giudiziaria che lo attende. Cristal accetta di dare una mano alla causa, precisando che non intende minimamente coinvolgere la Flores Incorporado nel caso le cose per il figliastro dovessero mettersi male. Alexis vuole riallacciare i rapporti con Fallon e Amanda, trascinandole in un'avventura tra donne e promette loro che, se non saranno contente, le lascerà stare. Fallon non perdona ad Alexis di non essere venuta alla sua serata, oltre alle possibili implicazioni per la FSN che ha sponsorizzato il siero infetto di Adam. Amanda invece rimprovera la madre di averla usata per i suoi giochi contro Blake. Ryan torna al La Mirage con un gruppo di compagni di studio, attirati da un giro di escort di alto bordo di cui Sam non è a conoscenza. Sam e Michael chiedono a Liam di identificare almeno una delle escort che si annidano in albergo. Kirby dirige la giornata di cure della ColbyCo, mentre Jeff è occupato con la sua nuova fidanzata Gemma, conosciuta all'asta di scapoli della Eroici Zoccoli.
La destinazione del viaggio di Alexis è Charleston, dove si trova una casa venduta parecchi anni prima e in cui si sarebbero dovuti trasferire prima del divorzio. Benché l'obiettivo fosse dimostrare alle ragazze quanto in passato fosse stata una madre premurosa, il risultato evidenzia però quanto abbia fallito in questo tentativo. Il mattino seguente Alexis racconta alle figlie cosa è accaduto ai tempi del divorzio, di come Blake abbia corrotto un giudice per ottenere la custodia di Fallon e Steven, mentre lei non se l'è sentita di portare via Amanda alla sua nuova famiglia. Contenta di essersi finalmente sfogata, Alexis è pronta a onorare la promessa e uscire dalle loro vite. Blake è riuscito a far ritirare tutte le cause civili, ma Cristal vuole che prenda le distanze da Adam perché le conseguenze delle sue azioni adesso potrebbero ripercuotersi sulla Primetime per aver trasportato merce illegale. Blake dà ascolto alla moglie, dichiarando in conferenza stampa che ogni responsabilità va attribuita ad Adam. Dopo che Liam ha identificato una escort, Sam sfrutta Ryan e un suo collega per inscenare un finto arresto e sgominare il giro di prostituzione.
Fallon e Amanda perdonano Alexis, accettando di tornare ad Atlanta con lei. Kirby confessa a Jeff di non avergli detto mesi prima che Blake era proprietario degli asset della ColbyCo. Quella che pensava fosse un'innocente ammissione altera fortemente Jeff, dato che se lo avesse saputo prima avrebbe potuto agire diversamente. Anche Amanda è arrabbiata con Kirby, avendola messa in difficoltà durante la giornata di cure con un'infermiera che voleva danneggiare usando il nome della fidanzata. Sam e Ryan decidono di riprendere la loro relazione, ammettendo di essersi mancati molto. Jeff è sempre più innamorato di Genna, ignorando tuttavia che la ragazza è stata assoldata da Richard Payne per trovare le informazioni della Plenexia. Adam è stato licenziato e Blake non intende muovere un dito per lui, incolpandosi di averlo viziato e prendendo la decisione di allontanarlo dalla villa.

## Più potere per lei
- Titolo originale: More Power To Her
- Diretto da: Michael Allowitz
- Scritto da: Libby Wells

### Trama
Alla vigilia del baby shower Fallon inaugura la prima centrale idroelettrica alla guida della Fallon Unlimited, ma lo scoppio di una turbina guasta l'evento. Convinta di aver riparato il guasto, Fallon apprende che il brusco passaggio all'energia pulita sta causando blackout in tutta la Fallon Unlimited e il consiglio vuole costringerla a vendere la Morell Corp. Un aereo della Primetime con a bordo un importante contractor governativo è sparito senza apparente motivo. Blake non può però denunciare la scomparsa, reduce dallo sfiorato scandalo di Adam. Cristal è sempre più insofferente verso il decisionismo di Blake, sentendosi tagliata fuori da scelte che prende lui in autonomia. Jasper si è accorto che il manoscritto di Liam è quello appartenuto a suo zio, iniziando a ricattarlo per non divulgare la verità. Aprendo la borsa di Adam, Stacey trova la soluzione salina che le ha somministrato quando si è sentita male. Non volendo ripetere gli errori del passato, Ryan impone a Sam di ufficializzare la loro relazione. Michael ha deciso di fare la proposta a Nina e vorrebbe qualcosa di originale. Kirby incontra in ospedale l'amico Graham, coinvolgendolo nei preparativi del baby shower.
Fallon chiede consiglio al padre che le suggerisce di sacrificare la Morell Corp anziché la sua posizione di ceo. Per Fallon è un momento delicato, dato che è appena stata inserita nella lista degli speaker candidati a intervenire a un prestigioso summit, un traguardo importantissimo a cui ha sempre tenuto. Blake accusa Jeff, chiamato a risolvere il problema dell'aereo scomparso, di volerlo far precipitare spegnendolo da remoto, anche se è l'unico modo per poterlo individuare. Alla fine Blake deve affidarsi a Jeff, la cui soluzione si rivela azzeccata per rintracciare il velivolo. Amanda non è ancora riuscita a perdonare Kirby per la vicenda dell'infermiera, interrogandosi sulle prospettive della loro relazione. Dominique si sta innamorando di Kevin, la guardia incaricata della sua sicurezza personale. Mentre si stanno baciando, Dominique scopre che una hard drive della ColbyCo nascosta è stata rubata. Kirby spinge Graham a farsi avanti per la posizione di maggiordomo a Villa Carrington, rimasto vacante dalla scomparsa di Anders. Cristal rimane piacevolmente colpita da Graham e gli propone un'assunzione in prova per due settimane. Dopo aver ricevuto in regalo le chiavi di Villa Carrington, Stacey rivela che il sesso del bambino è femmina.
Con l'aiuto di Sam, Michael fa la proposta di matrimonio a Nina. Stacey chiede conto ad Adam della soluzione salina che in realtà è tropina, accusandolo di averla avvelenata con una tisana che ha indotto il colpo di calore. Informata della faccenda, Cristal ordina ad Adam di andarsene immediatamente da Villa Carrington. Sam comunica a Ryan di non essere pronto a dargli quella relazione speciale da lui auspicata. Sam resta male quando Michael gli dice di volersi trasferire con Nina a Los Angeles, rinunciando al proposito di gestire un altro albergo. Blake è avvertito che tra i passeggeri a bordo del volo scomparso, peraltro non ancora ritrovato, c'è Dex. Amanda non vuole rinunciare a Kirby, anche se significa scombinare i suoi piani. Proprio in quel momento Florence si presenta a Villa Carrington. Jasper pretende da Liam un appartamento e una cospicua somma di denaro. Dominique avvisa Jeff della sparizione dell'hard drive, rendendosi conto che solamente Gemma poteva conoscerne la posizione. Fallon annuncia l'acquisto della Morell Corp, una mossa per sparigliare il mercato e prepararsi all'arrivo della figlia che un giorno erediterà l'impero. La vendita è stata però sospesa dal consiglio, con la fidata Helen pronta a spodestarla. Graham aggredisce Adam, addormentandolo con un panno di cloroformio.

## Senza via d'uscita
- Titolo originale: Catch 22
- Diretto da: Pascal Verschooris
- Scritto da: Josh Reims, Garrett Oakley

### Trama
Fallon ha affittato la stanza d'ospedale in cui Stacey darà alla luce la bambina, anche se la sua principale preoccupazione è tenersi la Fallon Unlimited alla vigilia del voto del consiglio. Siccome Jeff è impegnato a fronteggiare la Plenexia, è Dominique a offrirsi di aiutarla, licenziandosi dalla FSN in modo da far leva sul consiglio. Blake si unisce alla squadra dei soccorsi sugli Appalachi, portandosi dietro Alexis che ha preteso di seguirlo dopo aver saputo da Cristal che Dex è tra i dispersi. Michael sottopone a Sam un gruppo di investitori interessati a subentrargli nella gestione del La Mirage. Durante i colloqui accadono svariati imprevisti che mettono in fuga i papabili acquirenti, anche se Michael ha capito che è uno stratagemma di Sam per costringerlo a restare socio. Adam si risveglia legato e imbavagliato in una rimessa di Villa Carrington, con Graham che toglie la maschera e rivela di essere Steven. Costui è intenzionato a vendicare l'internamento nella clinica a Parigi, con l'infermiera corrotta da Adam per intercettare la corrispondenza ai familiari. Florence offre ad Amanda un allettante incarico di procuratore a Londra, arrabbiandosi con Kirby che ha spiato il loro incontro al bar.
La testardaggine di Alexis consente a Blake di ritrovare Dex e gli altri passeggeri del volo scomparso. Dopo una colluttazione, Steven avrebbe l'occasione di uccidere Adam, ma sceglie di risparmiargli la vita per non diventare un assassino, intimandogli di sparire dalla circolazione. Steven si rivela a Sam e successivamente anche a Fallon, spiegando di aver impersonato Graham per verificare che ci fosse ancora posto per lui in famiglia, poiché nelle finte lettere spedite dall'infermiera lui chiedeva di non avere più rapporti con i propri cari. Stacey ha le contrazioni e lungo il tragitto, bloccati nel traffico, in un momento di rabbia Liam rivela di non aver scritto lui il libro. Kirby affronta Florence, ordinandole di stare alla larga da Amanda, nonostante il posto da procuratore è ciò che la fidanzata ha sempre desiderato. Amanda ha cambiato le sue priorità e adesso vuole restare ad Atlanta, ma è Kirby a spronarla a non abbandonare il suo sogno. Fallon torna a casa con Lauren Morell Carrington Ridley e convoca una riunione di famiglia, cui si aggrega anche Steven. I Carrington mettono insieme un'offerta cumulativa per rilevare la Fallon Unlimited, trasformandola in un'azienda privata familiare.
Sei mesi dopo Liam si è rilanciato come scrittore di una serie per bambini intitolata alla figlia Lauren, attribuendo la giusta paternità al manoscritto del professor Kingston. Fallon annuncia in anteprima a Blake di aver cambiato nome all'azienda che da Fallon Unlimited si chiamerà Carrington United. A Villa Carrington si celebra il matrimonio di Michael e Nina. Jeff è uscito vincitore dal confronto con la Plenexia, internazionalizzando la ColbyCo che avrà il quartier generale in Nigeria. Anche Dominique ha espanso i propri affari, sbarcando a New York. Amanda torna appositamente per il matrimonio, annunciando a Kirby che tra un anno diventerà socia, facendole però capire che il suo futuro è insieme. Adam si è trasferito a Londra, dove esercita come veterinario. I Carrington posano per la foto di famiglia, ognuno con in mente le prossime mosse.